# شماذيات
الشَّمَّاذِيَّات (الاسم العلمي: Theridiidae)، وهي أكبر فصيلة من العناكب. وتشمل الفصيلة أكثر من 2,200 نوعًا في أكثر من 100 جنسًا.